# Comuna de Pieńsk
Pieńsk (polaco: Gmina Pieńsk) é uma gminy (comuna) na Polónia, na voivodia de Baixa Silésia e no condado de Zgorzelecki. A sede do condado é a cidade de Pieńsk.
De acordo com os censos de 2007, a comuna tem 9242 habitantes, com uma densidade 83,8 hab/km².

## Área
Estende-se por uma área de 110,33 km², incluindo:
- área agricola: 56%
- área florestal: 34%

## Demografia
Dados de 30 de Junho 2004:
|                      | Total   | Total | Mulheres | Mulheres | Homens  | Homens |
| -------------------- | ------- | ----- | -------- | -------- | ------- | ------ |
|                      | pessoas | %     | pessoas  | %        | pessoas | %      |
| População            | 9377    | 100   | 4749     | 50,6     | 4628    | 49,4   |
| Densidade (pop./km²) | 85      | 100   | 43       | 43       | 41,9    | 41,9   |

De acordo com dados de 2002, o rendimento médio per capita ascendia a 1221,77 zł.

## Subdivisões
- Bielawa Dolna, Bielawa Górna, Dłużyna Dolna, Dłużyna Górna, Lasów, Stojanów, Żarka nad Nysą, Żarki Średnie.

## Comunas vizinhas
- Lubań, Nowogrodziec, Węgliniec, Comuna de Zgorzelec.